# Order Sokoła Islandzkiego
Order Sokoła Islandzkiego (isl: Hin Íslenska Fálkaorða) – najwyższe odznaczenie Islandii, ustanowione 3 lipca 1921 przez Chrystiana X, króla Danii i Islandii. Order nadawany jest zarówno Islandczykom, jak i cudzoziemcom, zasłużonym dla Islandii lub na polu międzynarodowym.

## Organizacja
Order podzielony jest na pięć klas:
- I klasa: Łańcuch z Gwiazdą Krzyża Wielkiego (keðja ásamt stórkrossstjörnu)
- II klasa: Krzyż Wielki (stórkross)
- III klasa: Krzyż Komandorski z Gwiazdą (stórriddarakross)
- IV klasa: Krzyż Komandorski (stórriddarakross)
- V klasa: Krzyż Kawalerski (riddarakross)

Prezydent Islandii jest z mocy urzędu Wielkim Mistrzem orderu. Nominacje do odznaczenia zgłasza pięcioosobowa kapituła orderu, aczkolwiek Wielki Mistrz może nadać order bez jej rekomendacji.
I klasa spośród Islandczyków przysługuje tylko prezydentowi państwa z urzędu (II klasę otrzymuje małżonek lub małżonka prezydenta). I klasa może być także nadawana cudzoziemskim głowom państw lub szefom rządów. 
Oznaka orderu pozostaje własnością odznaczonego dożywotnio, po śmierci zwracana jest rządowi islandzkiemu. W razie nadania wyższego rangą Orderu Sokoła osobie uprzednio odznaczonej, niższe odznaczenie także zostaje zwrócone.
Mottem orderu początkowo były słowa „ALDREI AÐ VÍKJA” (nigdy się nie poddawaj), a w 1944 zmieniono je na „EIGI VÍKJA” (nie ustępuj).

## Insygnia
Insygnia orderu to emaliowany na biało krzyż łaciński z rozszerzonymi zakończeniami ramion i ściętymi narożnikami. W awersie jest medalion z białym sokołem w błękitnym polu, w rewersie z datą proklamowania republiki "SEYTIANDI JUNI 1944" (17 czerwca 1944) na medalionie i stylizowaną lilią jako zawieszką. 
Za czasów monarchii do 1944 zawieszką była korona królewska, a medalion rewersu nosił datę 3 lipca 1921.
Gwiazda orderowa I, II i III klasy jest srebrna, ośmiopromienna, z oznaką orderu na gwieździe I i II klasy i z medalionem orderu na gwieździe III klasy. 
Pierwszą klasą jest łańcuch orderowy o 50 członach, 25 medalach z białym sokołem w niebieskim polu i 25 z herbem państwowym Islandii. 
Wstęga orderowa jest niebieska z biało-czerwonymi bordiurami; przy II klasie wielka wstęga noszona jest z lewego ramienia na prawy bok, w przypadku obu komandorii wiesza się wstęgę na szyi, a krzyż kawalerski przypinany jest na wstążce do lewej piersi.

## Odznaczeni
Odznaczeni Łańcuchem z Gwiazdą Krzyża Wielkiego (lista pełna)
- 1921 – Christian X Glücksburg, król Danii i Islandii (ex officio)
- 1952 – Ásgeir Ásgeirsson, prezydent Islandii (ex officio)
- 1954 – Juho Paasikivi, prezydent Finlandii
- 1955 – Haakon VII Glücksburg, król Norwegii
- 1955 – Theodor Heuss, prezydent RFN
- 1957 – Urho Kekkonen, prezydent Finlandii
- 1961 – Olaf V Glücksburg, król Norwegii
- 1963 – Elżbieta II Windsor, królowa Wlk. Brytanii
- 1968 – Kristján Eldjárn, prezydent Islandii (ex officio)
- 1973 – Małgorzata II Glücksburg, królowa Danii
- 1975 – Karol XVI Gustaw Bernadotte, król Szwecji
- 1979 – Baldwin I Koburg, król Belgii
- 1980 – Vigdís Finnbogadóttir, prezydent Islandii (ex officio)
- 1982 – Mauno Koivisto, prezydent Finlandii
- 1983 – António Ramalho Eanes, prezydent Portugalii
- 1983 – François Mitterrand, prezydent Francji
- 1985 – Jan Karol I Burbon, król Hiszpanii
- 1986 – Jan Burbon-Nassau, wlk. książę Luksemburga
- 1987 – Francesco Cossiga, prezydent Włoch
- 1988 – Richard von Weizsäcker, prezydent RFN
- 1993 – Mario Soares, prezydent Portugalii
- 1996 – Ólafur Ragnar Grímsson, prezydent Islandii (ex officio)
- 2000 – Tarja Halonen, prezydent Finlandii
- 2003 – Johannes Rau, prezydent RFN
- 2013 – Joachim Gauck, prezydent RFN
- 2013 – Sauli Niinistö, prezydent Finlandii
- 2016 – Guðni Th. Jóhannesson, prezydent Islandii (ex officio)
- 2019 – Frank-Walter Steinmeier, prezydent RFN